# Jana Scheerer
Jana Scheerer (* 11. Januar 1978 in Bochum) ist eine deutsche Journalistin, Schriftstellerin und Buch-Rezensentin. Sie lebt in Berlin.
Scheerer studierte in Potsdam Germanistik, Amerikanistik und Medienwissenschaft. Ihr Erstlingsroman Mein Vater, sein Schwein und ich wurde ins Französische übertragen. 2024 erschien der Roman Die Rassistin, in dem sie die unsachliche Diskussionskultur an Hochschulen beleuchtete.

## Werke

### Bücher
- Mein Vater, sein Schwein und ich. Schöffling & Co. Frankfurt 2005, ISBN 3-89561-350-9.
- Mein innerer Elvis. Schöffling & Co.; Fischer. Frankfurt am Main 2012, ISBN 978-3-596-81084-0.
- Dinner Club. Friedrich Oetinger, Reihe PINK! Hamburg 2013, ISBN 978-3-86430-010-3.
- Das Meer in meinem Zimmer. Schöffling Frankfurt 2020, ISBN 978-3-89561-352-4.
- Die Rassistin. Roman. Schöffling, 2024, ISBN 978-3-89561-353-1.

### Kurzgeschichten
- Die Katze Muschi. In: Das große Katzenlesebuch. Schöffling & Co. Frankfurt 2004, S. 38–43.
- Freundschaft ist ein rosa Regenschirm. In: Marie-Luise Marjan (Hrsg.): Freundschaften. Hoffmann und Campe. 2004, S. 212–218.

### Hörbücher
- Die Katze Muschi. Auf Samtpfötchen. Katzengeschichten. Der Hörverlag, 2005.
- Mein Vater, sein Schwein und ich. Sprecherin: Julia Richter. Buchfunk, Leipzig 2008, ISBN 978-3-86847-103-8.

### Hörspiel
- Die Rassistin, Regie: Steffen Moratz, MDR, 2024.

## Auszeichnungen
- Teilnahme an der Werkstatt für junge Autoren der Neuen Gesellschaft für Literatur (Berlin 2001)
- Stipendium des Literarischen Colloquiums Berlin (2002)
- Literaturpreis Prenzlauer Berg (Berlin 2004)
- Friedrich-Glauser-Preis (Bester Kinderkrimi) für Geister sind unser Geschäft